# Équipe cycliste Nankang Dynatek
Ne doit pas être confondu avec l'équipe cycliste Nankang-Fondriest ancienne équipe italienne
L'équipe cycliste Nankang Dynatek est une équipe cycliste serbe participant aux circuits continentaux de cyclisme et en particulier l'UCI Europe Tour. L'équipe fait partie des équipes continentales depuis 2015.

## Histoire de l'équipe

### 2015
L'équipe obtient le statut d'équipe continentale à partir de 2015.

## Classements UCI
L'équipe participe aux circuits continentaux et principalement à des épreuves de l'UCI Europe Tour. Les tableaux ci-dessous présentent les classements de l'équipe sur les différents circuits, ainsi que son meilleur coureur au classement individuel.

## Championnats nationaux
- Championnats de Serbie sur route : 2
  - Course en ligne : 2015 (Ivan Stević)
  - Contre-la-montre : 2015 (Gabor Kasa)

## Nankang Dynatek en 2015

### Effectif
| Cycliste         | Date de naissance | Nationalité | Équipe 2014          |  |
| ---------------- | ----------------- | ----------- | -------------------- |  |
| Nemanja Ambruš   | 17 février 1994   | Serbie      | Keith Mobel-Partizan |  |
| Marko Danilović  | 23 avril 1993     | Serbie      | Racing Cycles-Kastro |  |
| Gabor Kasa       | 3 février 1989    | Serbie      | Racing Cycles-Kastro |  |
| Aleksandar Mitic | 1er avril 1995    | Serbie      | Keith Mobel-Partizan |  |
| Marko Stanković  | 8 juillet 1988    | Serbie      | Radnički-Kragujevac  |  |
| Ivan Stević      | 12 mars 1980      | Serbie      | Racing Cycles-Kastro |  |
| Jovan Zekavica   | 20 janvier 1991   | Serbie      | Borac-Čačak          |  |
| Nikita Zharoven  | 14 novembre 1992  | Biélorussie | RCOP Belarus         |  |

### Victoires
| Date       | Course                                    | Pays   | Classe | Vainqueur   |
| ---------- | ----------------------------------------- | ------ | ------ | ----------- |
| 26/06/2015 | Championnat de Serbie du contre-la-montre | Serbie | CN     | Gabor Kasa  |
| 28/06/2015 | Championnat de Serbie sur route           | Serbie | CN     | Ivan Stević |